# カケフくん
カケフくん（本名、相良 健治（さがら けんじ）、1977年4月11日 - ）は1980年代の元子役。ゲームのキャラクターのモデル。東京都渋谷区出身。東亜学園高等学校を経て神奈川大学卒。現在はコンビニエンスストアを経営する実業家。

## 来歴・人物
芸名の由来は、当時放送されていたフジテレビ系列でのクイズ番組『所さんのただものではない!』にて、当時阪神タイガース所属のプロ野球選手であった掛布雅之のそっくりさんとして出演したことから。『ただものではない』の前身的番組『夜はタマたマ男だけ!!』のオーディションへの参加時、ちょうど昼寝した直後で目が腫れぼったくなっていた顔が掛布そっくりと言われたことがその始まりであった。
芸能活動中の当時は鼻詰まりっぽい声と濁音だらけで発音する話し方が好評を博し、ファミコンソフトの主人公キャラクターのモデルになるなど人気を集めた。なお、ファミコンゲーム『カケフくんのジャンプ天国 スピード地獄』は『スーパーマリオ』や『高橋名人の冒険島』と比較され、そのシュールさ、理不尽な難易度などが話題となった。
バラエティ番組やテレビCMにと引っ張りだこであったが、のちのテレビ番組でのインタビューによると、「芸能活動は小学生の間だけ」という両親との取り決めがあり、自身の性格が「前へ前へ」というものではないと認識済みだったこと、共演する大人のタレントたちを見て「自分は将来は芸能活動ではメシを食えない」と小学生の時点で既に悟っていたことなどから、小学校卒業と同時に芸能活動を引退。以降は一般人として生活を送る。
「テレビの裏方に興味があった」とのことで一時期テレビのアシスタントディレクターに従事していた。のちのテレビ番組でのインタビューにて、2023年時点ではコンビニエンスストアを3店舗経営していること、大学時代から交際していた女性と結婚し2人の息子がいることなどを明かした。

### 略歴
- 1988年、ファミコンソフトの『カケフくんのジャンプ天国 スピード地獄』に登場する。
- 1989年、TBSドラマ『空と海をこえて』に出演する。
- 1990年、小学校卒業と同時に芸能活動を引退。
- 東亜学園高等学校卒業
- 神奈川大学入学、学業に専念
- 神奈川大学卒業、企業に就職し、サラリーマンになった
- 2003年、『週刊女性』で、テレビのADに転身、下積みをしていると述べていたが、再びサラリーマンに戻っている。
- 2009年10月、『ゲームセンターCX』が『カケフくんのジャンプ天国 スピード地獄』を取り上げた際、番組宛てにFAXで応援文書を送る（10月27日放送の『ゲームセンターCX』より）。そのFAXには「現在はコンビニエンスストアを経営している」と書かれていた。
- 2010年10月10日放送の『懐かしのスターは今!壮絶大追跡スペシャル』（TBS）にて、コンビニ経営の実業を営んでおり、経営しているコンビニはサークルKだと明かされた。同番組で、「カケフくんという名前に頼らない生き方をやりたい」と自身が抱負を語っている[3]。
- 2023年3月18日放送の『たけしの“これがホントのニッポン芸能史”』（NHK BSプレミアム）にて、顔出しでVTR出演。早々と芸能活動を引退した理由や、近況などを語った[2]。出演を快諾した理由は「（かつて共演した）所さんが出ている番組だから」。

## エピソード
- 小学生（子供）特有の天然ぶりが好評を博し人気を得る。
- 間下このみとの共演が多く「子役ツートップ」と呼ばれていた。
- 小学校卒業と同時の芸能界引退は「息子を芸能人にしたくない。一般人として生きて欲しい」との父親の意向によるものであった。
- ファミコンソフト『カケフくんのジャンプ天国 スピード地獄』では主役キャラクター「カケフくん」のモデルを務めた。ジャンルは横スクロールアクション。ゲーム内では、投擲アイテム「ウィッキー」を持つ、投げる、ジャンプする、敵を踏みつける、しゃがむ、急加速して走る、急停止（ブレーキ）をかける、水面をはねる、等の様々なアクションを駆使した。
- 講談社刊行の「コミックボンボン」88年1月号のグラビア企画で、『天才バカボン』の原作者赤塚不二夫とバカボン親子を演じた。
- 妻とは大学で知り合い、のち結婚。妻はかつて「カケフくん」という子役タレントがテレビで活躍していたことは知っていたが、夫自身がカケフくんであったことはつゆ知らず、交際し出してから打ち明けられ、そのとき初めて事実を知った。

## 出演

### バラエティ
- 夜はタマたマ男だけ!!（フジテレビ）
- 所さんのただものではない!（フジテレビ）
- 夕やけニャンニャン（フジテレビ）
- 鶴ちゃんのプッツン5（日本テレビ）※長嶋一茂に扮したキャラ「長島一茂」として出演した[4]

など

### テレビドラマ
- セーラー服反逆同盟 第11話 「カケフ君危機一髪!」（1986年・日本テレビ） - 島田一平役
- 月曜ドラマランド「女だらけ〜お姉ちゃん5人の恐怖のいじめにカケフ君タジタジ! ボクもうこんな家いやだ!〜」（1987年・フジテレビ）
- 空と海をこえて (1989年・TBS) - 瓜生俊夫役

### CM
- ライオンレスキュー
- 日本公文教育研究会
- 講談社コミックボンボン
- コナミじゃりン子チエ
- エースコック
- 天王寺博覧会(関西ローカル) - 掛布雅之が出演した大日本除虫菊の金鳥マットのCMのパロディ
- 和歌山農協ジョインジュース・掛布オレンジ - 掛布雅之本人と共演

### ゲーム
- 『カケフくんのジャンプ天国 スピード地獄』ビック東海1988年7月22日発売